# Karol Rómmel
Karol Rómmel (n. 23 mai 1888, Grodno, Imperiul Rus – d. 13 martie 1967, Elbląg, Polonia) a fost un ofițer ce a reprezentat Imperiul Rus, medaliat olimpic. A participat la 3 ediții ale Jocurilor Olimpice (1912, 1924, 1928) în care a câștigat o medalie de bronz.